# كينيث بي. ماكلويد
كينيث بي. ماكلويد هو سياسي أمريكي، ولد في 14 فبراير 1923 في Skowhegan, Maine ‏ في الولايات المتحدة، وتوفي في 23 أكتوبر 2001 في بانجور في الولايات المتحدة. نشط حزبياً في الحزب الجمهوري. وقد انتخب عضو مجلس نواب مين ‏.